# C’mere
C'mere – trzeci singiel grupy Interpol, pochodzący z albumu Antics. Został wydany 11 kwietnia 2005 roku.

## Lista utworów
- 7": Matador / OLE6647 (UK)

1. "C'mere" – 3:12
2. "Not Even Jail" (remix) – 5:39

- 7": Matador / OLE6657 (UK)

1. "C'mere" – 3:12
2. "Narc" (Paul Banks remix) – 2:37

- CD: Matador / OLE6642 (UK)

1. "C'mere" – 3:12
2. "Public Pervert" (Carlos D remix) – 8:08
3. "Length of Love" (Fog vs. Mould remix) – 7:47

- CD: EMI / 3126172 (France)

1. "C'mere" – 3:12
2. "Narc" (Paul Banks remix) – 2:37
3. "Length of Love" (Fog vs. Mould remix) – 7:47
4. "Public Pervert" (Carlos D remix) – 8:08
5. "Not Even Jail" (Daniel Kessler remix) – 5:39